# Varissaari (ö i Norra Karelen, Joensuu, lat 63,28, long 28,87)
Varissaari är en ö i Finland. Den ligger i sjön Vaikkojärvi och i kommunen Juga i den ekonomiska regionen  Joensuu ekonomiska region  och landskapet Norra Karelen, i den centrala delen av landet, 400 km nordost om huvudstaden Helsingfors. Öns area är 1,4 hektar och dess största längd är 250 meter i sydöst-nordvästlig riktning.